# Wettinia fascicularis
Wettinia fascicularis är en enhjärtbladig växtart som först beskrevs av Karl Ewald Maximilian Burret, och fick sitt nu gällande namn av Harold Emery Moore och John Dransfield. Wettinia fascicularis ingår i släktet Wettinia och familjen Arecaceae. IUCN kategoriserar arten globalt som livskraftig. Inga underarter finns listade i Catalogue of Life.